# Péter Szappanos
Péter Szappanos (ur. 14 listopada 1990 w Jászberény) – węgierski piłkarz grający na pozycji bramkarza w węgierskim klubie Paksi FC oraz reprezentacji Węgier. Uczestnik Mistrzostw Europy 2024.